# تهانه جدید
تهانه جدید (به انگلیسی: Thana Jadeed) یک منطقهٔ مسکونی در پاکستان است که در خیبر پختونخوا واقع شده‌است.